# 乌鲁木齐市第十二中学
43°45′36″N 87°34′55″E / 43.75992°N 87.58204°E
乌鲁木齐市第十二中学，别名乌鲁木齐外国语学校，简称乌鲁木齐市十二中、乌市外校，是新疆维吾尔自治区乌鲁木齐市的公立初級中学，自治区重点中学之一。成立于1966年。中学坐落在乌鲁木齐沙依巴克区仓房沟中路97号。

## 历史
乌鲁木齐市第十二中学（乌鲁木齐外国语学校），始建于1966年；1997年经市教育局、市人民政府和自治区教育厅批准，成立了自治区唯一一所两块牌子一套班子的国办外国语完全中学；2010年学校结合新疆特有地缘，开设俄语、德语等多语种教学，设立俄语+德语直升班；2013年经市教育局和自治区教育厅批准开办国际高中课程班。

## 学校荣誉
学校先后被授予全国“合格外国语学校”、“全国社会实践先进单位”、“全国艺术学校先进单位”、“自治区示范性普通高级中学”等荣誉称号

## 校园媒体
- 广播站
- 学校网站
- 校园报纸